# Pholeoteras euthrix
Pholeoteras euthrix is een slakkensoort uit de familie van de Cyclophoridae. De wetenschappelijke naam van de soort is voor het eerst geldig gepubliceerd in 1904 door Sturany.